# Левін Моісей Маркович

## Біографія
Розпочав у ХЦКБ в 1958 році після закінчення Харківського політехнічного інституту. З 1994 року - директор-генеральний конструктор ХЦКБ. Під керівництвом М.М. Левіна змінився статус ХЦКБ на головну інжинірингову фірму в Україні.
За час своєї роботи в галузі котлобудування М.М. Левін створив школу українського котельного інжинірингу. Висококваліфіковані фахівці (Риженко І.Є. - директор ХЦКБ з 20.09.2016 р., Бабічєв Л.А., Мамонтов М.І., Гурес А.Г., Расюк М.I., Волковицька П.І., Гуля О.М. та ін.) в даний час є керівниками багатьох масштабних проектів для ТЕС і ТЕЦ, металургійних та хімічних комбінатів України.
У період до 1991 року постачання енергетичного котельного обладнання здійснювали провідні російські заводи. ХЦКБ було розроблено та впроваджено більш ніж 300 проектів реконструкції, модернізації і нових котлів для вітчиз¬няних та закордонних енергетичних підприємств, які виготовлялись провідними котлобудівельними заводами СРСР.
З набуттям Україною незалежності всі виробники потужного котельного обладнання залишилися за її межами. Для забезпечення потреб української теплоенергетики в реконструкціях котлів ТЕС і ТЕЦ та постачанні нових котлів, за ініціативою ведучих енергетиків України Навроцького О.Г., Кривицького В.В., Левіна М.М., а також фінансово- промислової групи «МАСТ-ІПРА» було створено головное підприємство з котлобудування ТОВ «Котлотурбопром», філією якого стало ХЦКБ "Енергопрогрес".
Під керівництвом М.М. Левіна ХЦКБ було одним із ініціаторів підготовки та впровадження концепції технічного переозброєння основного енергетичного обладнання ТЕС, яке відпрацювало свій ресурс. Більше половини встановленої потужності ТЕС складають енергоблоки 200, 300 та 800 МВт. Модернізація такого обладнання комерційно вигідна, оскільки впровадження сучасних розроблених ХЦКБ технічних та технологічних рішень дозволяє подовжити термін експлуатації цього обладнання на 15-20 років та значно підвищити його техніко-економічні показники (зокрема, ККД, надійність, екологічність, діапазон маневрування), виключити використання природного газу при споживанні вугілля. При цьому досягається значне скорочення капітальних витрат, які складають 20-30% порівняно з будівництвом нових енергоблоків.
ХЦКБ і ТОВ «Котлотурбопром» генпроектувальником і підрядчиком взяли участь в реалізації міжнародного пілотного проекту технічного переозброєння енергоблоку 300 МВт ст. № 8 Зміївської ТЕС. По частині проекту, виконаного ХЦКБ, ТОВ «Котлотурбопром» здійснило поставки обладнання (близько 2500 тонн). Також, в рамках співпраці спільно з ведучою компанією США Babcock&Wilcox були визначені ефективні напрямки технічних рішень для котельного обладнання і отримана ліцензія на право проектування, виготовлення та поставку котлів ЦКШ для ТЕС.
Під керівництвом М.М. Левіна розроблені конструкції екологічно чистих енергетичних котлоагрегатів ЦКШ паропродуктивністю 220, 300. 420, 500. 560, 670 т/г для роботи на вітчизняних вугіллях для ТЕЦ і ТЕС України. Для впровадження сучасних екологічно чистих енергетичних установок малої та середньої потужності ХЦКБ розробляє сучасні конструкції котлів на твердих альтернативних видах палива (біомасі та ін.).
Завдяки плідній співпраці з провідними науковими інститутами НАН України (Інститутом вугільних технологій, Інститутом проблем машинобудування, Інститутом газу, Київським інститутом кібернетики), Інженерною Академією України ХПІ, ДПІ, проектними організаціями України («Укратоменергопроект», «Енергопроект», «ТЕП Союз», «Укргідропроект»), налагоджувальними організаціями («УкрЦТЕК», Львівський ОРГРЕС, «Техенерго») та зарубіжними компаніями (Babcock&Wilcox, Siemens, Alstom та ін.) успішно впроваджуються проекти ХЦКБ з новітніми технологіями в котлобудуванні. В даний час під керівництвом генерального директора ТОВ «Котлотурбопром» виготовляє запчастини для всіх типів діючих котлів та поставляє нові котли будь якої потужності.
У 2000 році – Моісей Маркович був обраний Членом-кореспондентом.
У 2003 році – Моісей Маркович став академіком Інженерної Академії України. М.М. Левін є членом-кореспондентом Міжнародної Інженерної Академії та членом правління науково-технічного союзу енергетиків та електротехніків України.
М.М. Левін є автором 36 винаходів та понад 100 публікацій у виданнях, присвячених енергетиці.
Великий досвід роботи в енергетиці, досконале знання виробництва та вміння працювати з повного віддачею дозволяють М.М. Левіну вчасно вирішувати найскладніші виробничі завдання, а його організаторські здібності поєднуються з великою особистою душевністю і готовністю завжди допомогти людям.

## Нагороди
- За успіхи в роботі М.М. Левін нагороджений медаллю «Ветеран праці».
- Знаком «Відмінник енергетики та електрифікації СРСР».
- У 1996 році за особистий вклад в розвиток енергетики України йому надано почесне звання «Заслужений енергетик України»[1]

## Публікації
Понад 50 публікацій та статей.

## Авторські свідчення та патенти
| 1.  | А.с. 197081 (СССР). Газомазутная горелка /Левин М.М. и др. Опубл. 31.06.67. вБ.И. №12.                                                                                               |
| 2.  | А.с. 237318 (СССР). Газомазутная горелка /Левин ММ, Патыченко B.C., Щукин Е.М., Жадзилко М.И.и др. (ХЦКБ-ТКЗ-ВТИ) Опубл. 12.02.69. в Б.И. №8.                                        |
| 3.  | А.с. 299707 (СССР). Способ сжигания жидкого топлива /Левин М.М. и др. Опубл. 26.03.71. в Б.И. №12.                                                                                   |
| 4.  | А.с. 314968 (СССР). Способ сжигания жидкого или газообразного топлива/Левин М.М. и др. Опубл. 21.12.71. в Б.И. №28.                                                                  |
| 5.  | А.с. 334436 (СССР). Газомазутная горелка /Левин М.М. и др. Опубл. 30.03.72. в Б.И. №12.                                                                                              |
| 6.  | А.с. 485280 (СССР). Способ уменьшения образования окислов азота в процессе сжигания топлива /Левин М.М. и др. Опубл. 25.09.75. в Б.И. №35.                                           |
| 7.  | А.с. 658361 (СССР). Способ сжигания топлива. /Левин М.М. и др. Опубл. 25.04.79. в Б.И. №15.                                                                                          |
| 8.  | А.с. 676819 (СССР). Газомазутная горелка /Левин М.М. и др. Опубл. 30.07.79. в Б.И. №28.                                                                                              |
| 9.  | А.с. 700746 (СССР). Газомазутная горелка /Левин М.М., Ахмедов Д.М., Христич Л.М. и др. (ХЦКБ-ТКЗ-САФНИИ Промгаз) Опубл. 31.02.79. в Б.И. №44.                                        |
| 10. | А.с. 769194 (СССР). Экранированная вертикальная топочная камера/ Левин М.М., Христич Л.М., Левченко Г.И., Щукин Е.М., Енякин Ю.П. и др. (ХЦКБ-ТКЗ-ВТИ). Опубл. 07.10.80. в Б.И. №37. |
| 11  | А.с. 820345 (СССР). Способ сжигания топлива /Левин М.М., Гурес А.Г. и др. Опубл. 05.12.80.                                                                                           |
| 12. | А.с. 826139 (СССР). Способ сжигания жидкого топлива /Левин М.М. и др. Опубл. 30.04.81. в Б.И. №16.                                                                                   |
| 13. | А.с. 842337 (СССР). Способ сжигания топлива /Левин М.М. и др. Опубл. 30.06.81. в Б.И. №24.                                                                                           |
| 14. | А.с. 901731 (СССР). Способ работы топки парогенератора/Левин М.М. и др. Опубл. 30.01.82. в Б.И. №4.                                                                                  |
| 15. | А.с. 954702 (СССР). Экранированная вертикальная топочная камера/ Левин М.М., Зубенко Л.А. и др. Опубл. 30.08.82. в Б.И. №32.                                                         |

| 16. | А.с. 1000675 (СССР). Газомазутная горелка/Левин М.М. и др. Опубл. 28.02.83. в Б.И. № 8.                           |
| 17. | А.с.1164517 (СССР). Экранированная вертикальная топочная камера/ Левин М.М. и др. Опубл. 30.06.85. в Б.И. №24.    |
| 18. | А.с.1260638 (СССР). Топка /Левин М.М., Бабичев Л.А., Зубенко Л.А. и др. Опубл. 30.09.86. в Б.И. №36.              |
| 19. | А.с.1327936 (СССР). Зернистый фильтр /Левин М.М., Расюк Н.И. и др. Опубл. 07.08.87. в Б.И. №29.                   |
| 20. | А.с.1346905 (СССР). Способ сжигания газа/Левин М.М. и др. Опубл. 23.10.87. в Б.И. №39.                            |
| 21. | А.с.1346907 (СССР). Способ сжигания топлива /Левин М.М. и др. Опубл. 23.10.87. в Б.И. №39.                        |
| 22. | А.с.1395897 (СССР). Способ сжигания газа/Левин М.М., Гурес А.Г., Зубенко Л.А. и др. Опубл. 15.05.88. в Б.И. №18.  |
| 23. | Ах.1398553 (СССР). Способ сжигания топлива /Левин М.М., Карачевцев B.C. и др.                                     |
| 24. | А.с.1477977 (СССР). Способ сжигания топлива /Левин М.М., Гурес А.Г. и др. Опубл. 07.05.89. в Б.И. №17.            |
| 25. | А.с.1477982 (СССР). Газовая горелка /Левин М.М., Зубенко Л.А., Черепанцев Е.А. и др. Опубл. 07.05.89. в Б.И. №17. |
| 26. | А.с.1546789 (СССР). Устройство для крепления конвективных поверхностей нагрева /Левин М.М., Черепанцев Е.А. и др. |
| 27. | А.с. 1568645 (СССР). Горелочное устройство котла-утилизатора/ Левин М.М., и др. Опубл. 01.02.90.                  |
| 28. | П.1710936А1. Поверхность нагрева /Левин М.М., Волковицкая П.И., Бабичев Л.А. и др. Опубл. 07.02.92. в Б.И. №5.    |
| 29. | П.1769797АЗ. Горелочное устройство /Левин М.М., Зубенко Л.А., Гурес А.Г. и др. Опубл. 15.10.92. в Б.И. №38.       |
| 30. | П.2006742 (Россия). Способ сжигания топлива /Левин М.М. и др. Опубл. 30.01.94. в Б.И. №2.                         |